# Suricata (software)
Suricata je systém detekce průniku (IDS) a systém prevence průniku vyvíjený organizací Open Information Security Foundation. Jedná se o svobodný software pod licencí GNU GPL. Naprogramovaný je v jazyku C a v Rustu a je odladěn na řadě operačních systémů, mj. na Microsoft Windows, Linuxu, Max OS X a FreeBSD. Je přímo součástí některých bezpečnostně zaměřených softwarových distribucí, mj. pfSense a OPNSense.
Verze 1.0.0 byla vydána v červenci 2010, verze 3.0 v lednu 2016, verze 4.0 v červenci 2017 a verze 5.0 v říjnu 2019
Vývojáři organizují k Suricatě konference: v roce 2015 se první SuriCon konal v Barceloně, následoval Washington D.C. v roce 2016, Praha v roce 2017, Vancouver v roce 2018 a Amsterdam v roce 2019.